# Axinella verrucosa
Espèce
L’Axinelle verruqueuse (Axinella verrucosa) est une espèce de spongiaire de la famille des Axinellidés.

### Description originale
- (de) E.C.J. Esper, Die Pflanzenthiere in Abbildungen nach der Natur mit Farben erleuchtet, nebst Beschreibungen, Nuremberg, Zweyter Theil, 1794, 303 p. (lire en ligne)